# اوپنتورم
اوپنتورم (انگلیسی: Opernturm) ساختمان اداری ۴۳ طبقه مستقر در شهر فرانکفورت است، که در سال ۲۰۰۹ احداث گردید.